# Grammy Award para Melhor Performance de Rock
O Grammy Award para Best Rock Performance é um prêmio entregue durante o Grammy Awards, uma cerimônia criada em 1958 e originalmente chamada de "Prêmios Gramophone", aos artistas pelas músicas de qualidade vocal ou instrumental em performances no gênero de rock. Os prêmios de cada categoria são entregados em uma cerimônia anual pela The Recording Academy, nos Estados Unidos, a fim de "reconhecer realização artística, experiência técnica e excelência global na indústria de gravação, sem levar em conta a quantidade de vendas de álbuns ou posição nas paradas musicais".
Inaugurada em 2012, esta categoria combina as categorias anteriores: Best Solo Rock Vocal Performance, Best Rock Performance by a Duo or Group with Vocal e Best Rock Instrumental Performance.

## Vencedores e indicados
| Ano  | Artista         | Obra                 | Indicados | Ref.  |
| ---- | --------------- | -------------------- | --- | ----- |

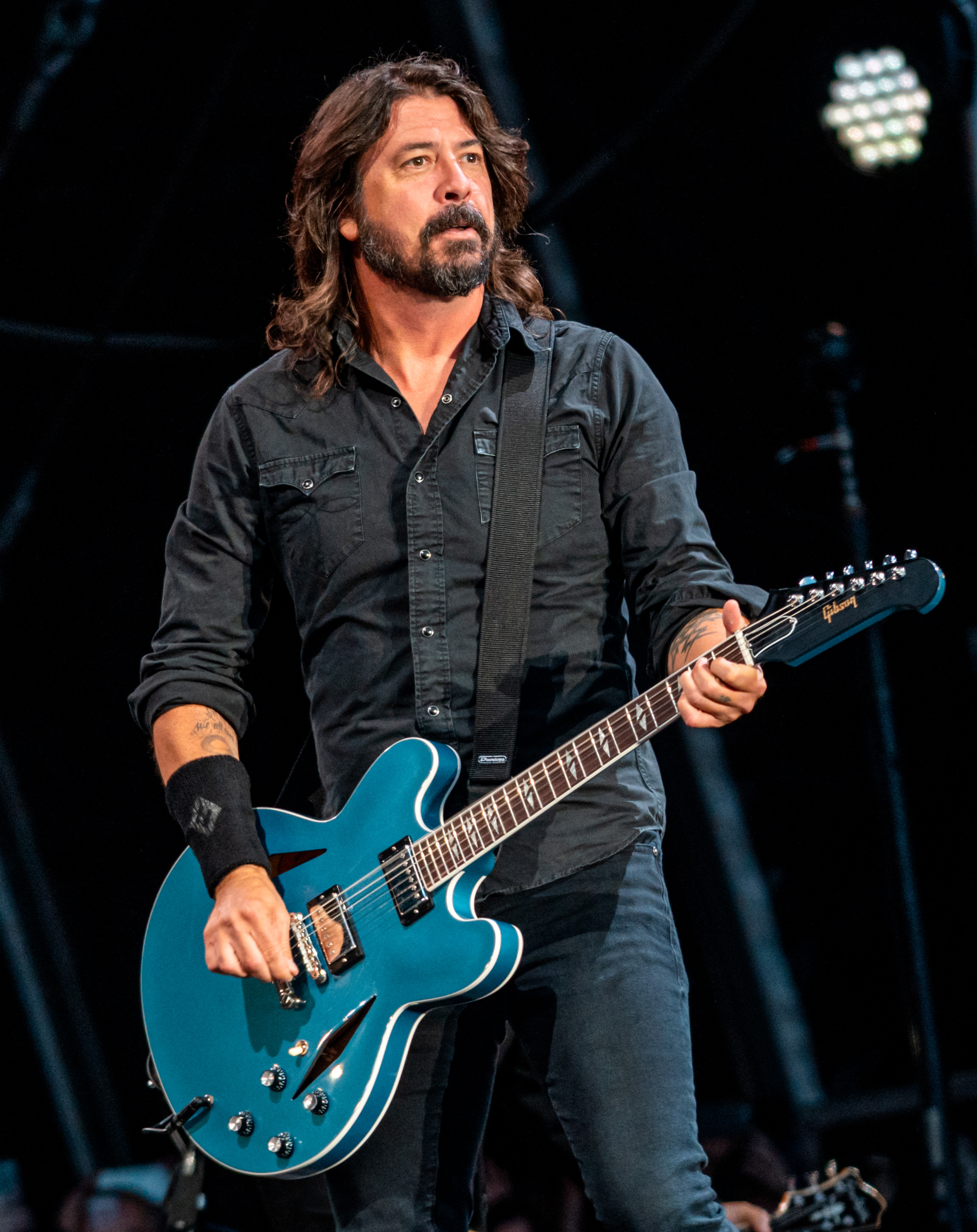
Foo Fighters foram os primeiros vencedores da categoria em 2012 por "Walk" e venceram novamente em 2022 por "Making a Fire".

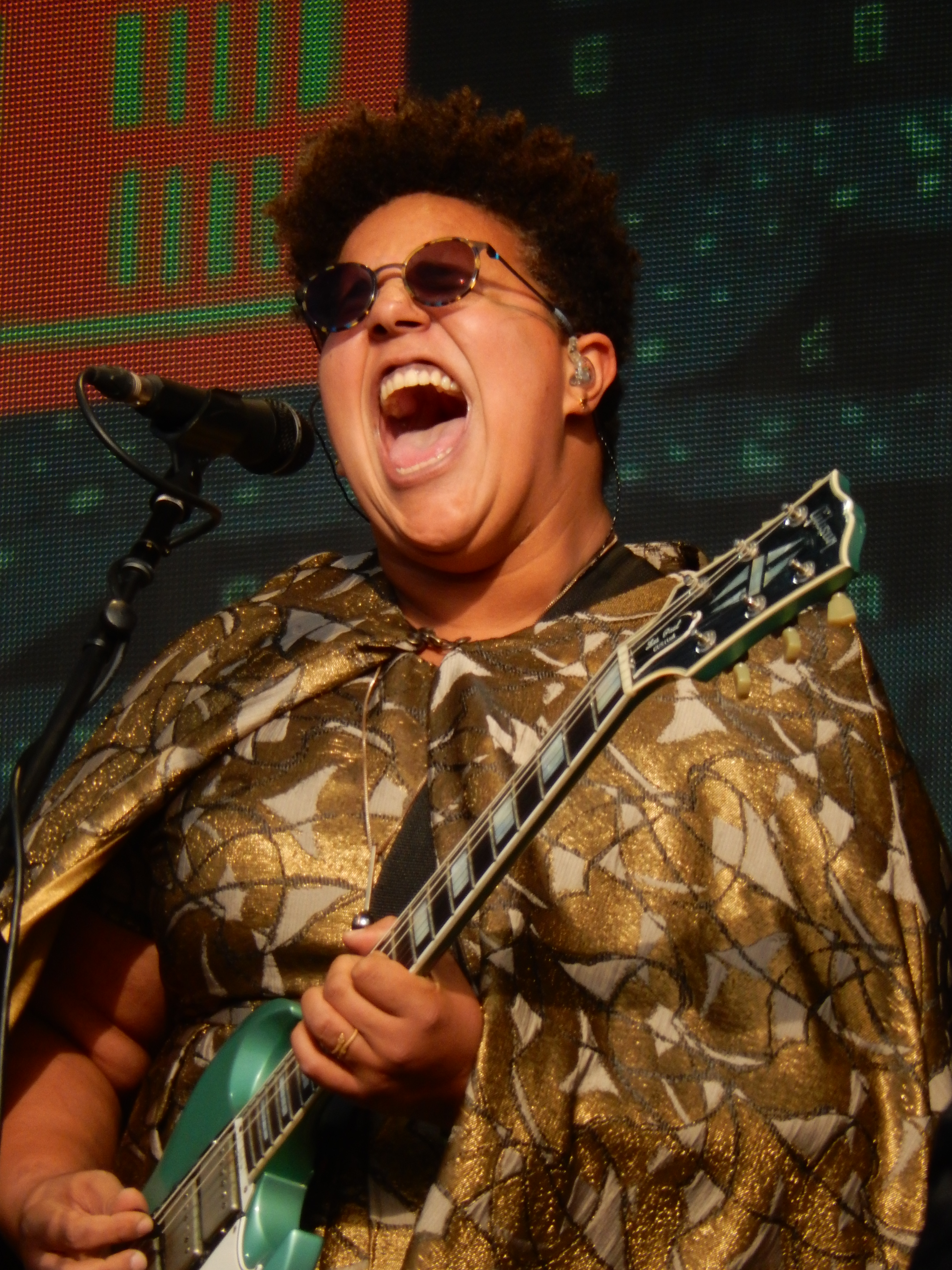
Alabama Shakes possui 3 indicações e 1 vitória em 2016 por "Don't Wanna Fight".

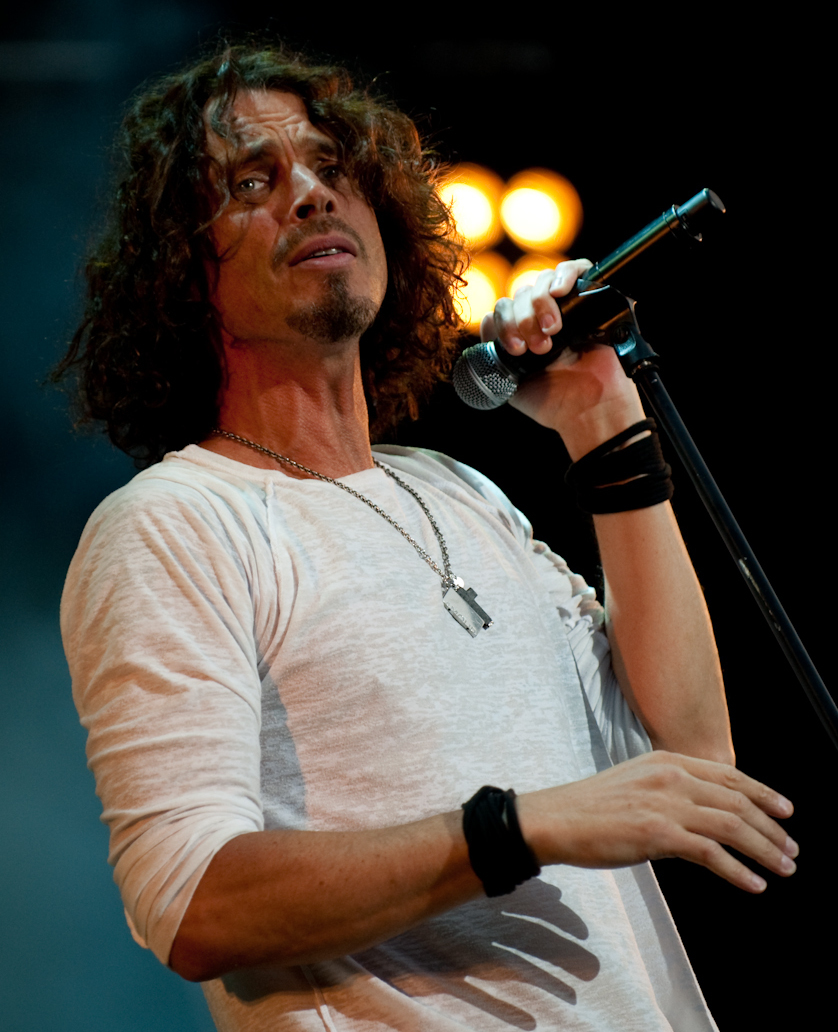
Chris Cornell possui 2 indicações e 1 vitória em 2019 por "When Bad Does Good".

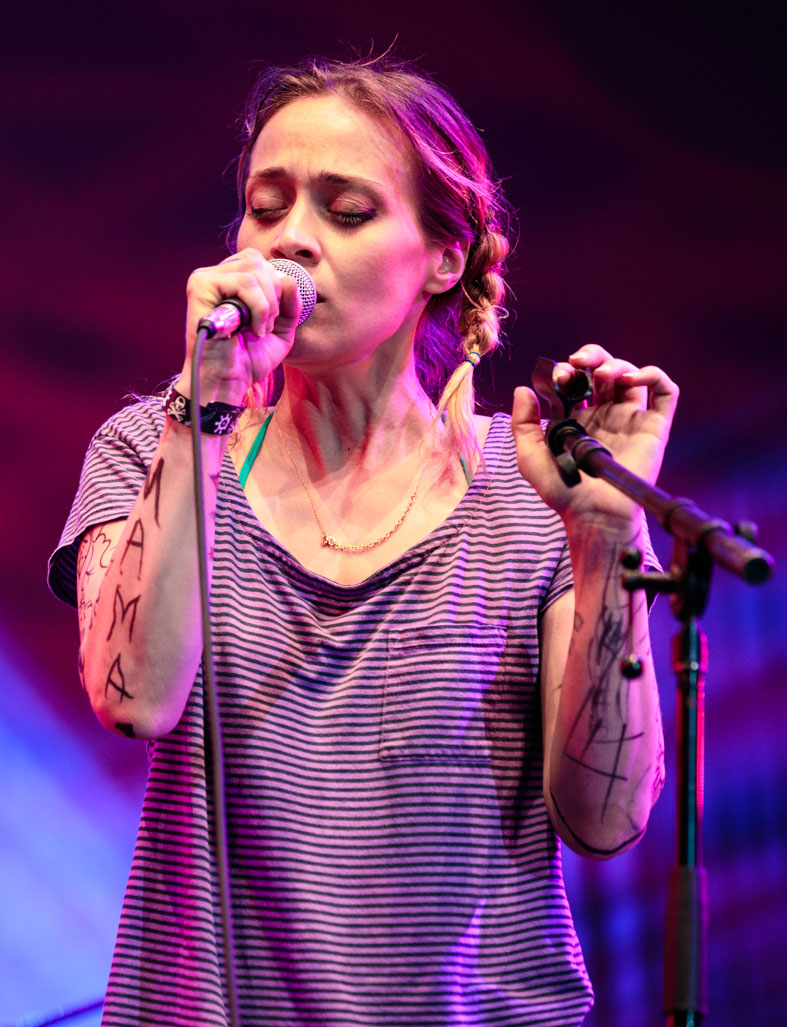
Com "Shameika", Fiona Apple tornou-se a primeira artista feminina vencedora da categoria em 2021.

| 2012 | Foo Fighters    | "Walk"               | - Coldplay — "Every Teardrop Is a Waterfall" - The Decemberists — "Down by the Water" - Mumford & Sons — "The Cave (canção)" - Radiohead — "Lotus Flower"                                        | [ 3 ] |
| 2013 | The Black Keys  | "Lonely Boy"         | - Alabama Shakes — "Hold On" - Coldplay — "Charlie Brown" - Mumford & Sons — "I Will Wait" - Bruce Springsteen — "We Take Care of Our Own"                                                       | [ 4 ] |
| 2014 | Imagine Dragons | "Radioactive"        | - Alabama Shakes - "Always Alright" - David Bowie - "The Stars (Are Out Tonight)" - Led Zeppelin - "Kashmir (Live)" - Queens of the Stone Age - "My God is the Sun" - Jack White - "I'm Shakin'" |       |
| 2015 | Jack White      | "Lazaretto"          | - Ryan Adams - "Gimme Something Good" - Arctic Monkeys - "Do I Wanna Know?" - Beck - "Blue Moon" - The Black Keys - "Fever"                                                                      | [ 5 ] |
| 2016 | Alabama Shakes  | "Don't Wanna Fight"  | - Florence + The Machine - "What Kind of Man" - Foo Fighters - "Something from Nothing" - Elle King - "Ex's & Oh's" - Wolf Alice - "Moaning Lisa Smile"                                          | [ 6 ] |
| 2017 | David Bowie     | "Blackstar"          | - Alabama Shakes — "Joe (Live from Austin City Limits)" - Beyoncé e Jack White — "Don't Hurt Yourself" - Disturbed — "The Sound of Silence" - Twenty One Pilots — "Heathens"                     |       |
| 2018 | Leonard Cohen   | "You Want It Darker" | - Chris Cornell — "The Promise" - Foo Fighters — "Run" - Kaleo — "No Good" - Nothing More — "Go to War"                                                                                          |       |
| 2019 | Chris Cornell   | "When Bad Does Good" | - Arctic Monkeys – "Four Out of Five" - The Fever 333 – "Made an America" - Greta Van Fleet – "Highway Tune" - Halestorm – "Uncomfortable"                                                       |       |
| 2020 | Gary Clark Jr.  | "This Land"          | - Bones UK - "Pretty Waste" - Brittany Howard - "History Repeats" - Karen O e Danger Mouse - "Woman" - Rival Sons - "Too Bad"                                                                    |       |
| 2021 | Fiona Apple     | "Shameika"           | - Big Thief – "Not" - Phoebe Bridgers – "Kyoto" - Haim – "The Steps" - Brittany Howard – "Stay High" - Grace Potter – "Daylight"                                                                 |       |
| 2022 | Foo Fighters    | "Making a Fire"      | - AC/DC - "Shot in the Dark" - Black Pumas - "Know You Better (Live From Capitol Studio A)" - Chris Cornell - "Nothing Compares 2 U" - Deftones - "Ohms"                                         |       |
| 2023 | Brandi Carlile  | "Broken Horses"      | - Bryan Adams – "So Happy It Hurts" - Beck – "Old Man" - The Black Keys – "Wild Child" - IDLES – "Crawl!" - Ozzy Osbourne e Jeff Beck – "Patient Number 9" - Turnstile – "Holiday"               |       |